# Rudky
Rudky, také Rudki (ukrajinsky Рудки), je město na Ukrajině, správní centrum Rudkyvské městské komunity, okres Sambir, Lvovská oblast.

## Historie
Obec vznikla na konci 14. století pod názvem Benkowa Bytschnja. V roce 1472 dostala jméno Rudky. Město bylo v letech 1774 až 1918 součástí Haliče, jedné z korunních zemí habsburského soustátí (později Rakouského císařství a Rakouska-Uherska). Po skončení první světové války se místo nakrátko stalo součástí Západoukrajinské lidové republiky a po polsko-ukrajinské válce se stalo součástí Polska. Během druhé světové války, po sovětské okupaci východního Polska od září 1939 do roku 1941, se Rudky staly součástí Sovětského svazu. Po útoku nacistického Německa na Sovětský svaz v červnu 1941 byly Rudky obsazeny Německem a začleněny do Haličského okresu.
Před začátkem 2. světové války žilo ve městě kolem 2000 Židů, což byla polovina populace. 1700 z nich bylo 9. dubna 1943 zavražděno jednotkou SS vedenou Erichem Engelsem v lese Brzezany a 300 bylo deportováno do tábora nucených prací Janowska.
V roce 1944 se město stalo součástí Ukrajinské SSR. Od rozpadu Sovětského svazu jsou Rudky od roku 1991 součástí nezávislé Ukrajiny.